# Heinz Leitermann (Kunsthistoriker)
 Heinz Leitermann (geb. 1908; gest. 1979) war ein deutscher Kunsthistoriker und Zeichner, dessen Schaffen eng mit der Stadt Mainz verbunden ist. Er lehrte als Professor für Kunstgeschichte an der Fachhochschule des Landes Rheinland-Pfalz in Mainz und war Mitarbeiter der Allgemeinen Zeitung Mainz
Er promovierte über den Kurfürstlich Mainzischen Hofmaler und Akademiedirektor Joseph Appiani. 

## Publikationen (Auswahl)
- Zweitausend Jahre Mainz. Mainz: Stadt Mainz, 1962
- Deutsche Goldschmiedekunst. Stuttgart: Kohlhammer, 1954
- Joseph Appiani, Kurfürstlich Mainzischer Hofmaler und Akademiedirektor. Mainz, 1935